# Pietro Sforza Pallavicino

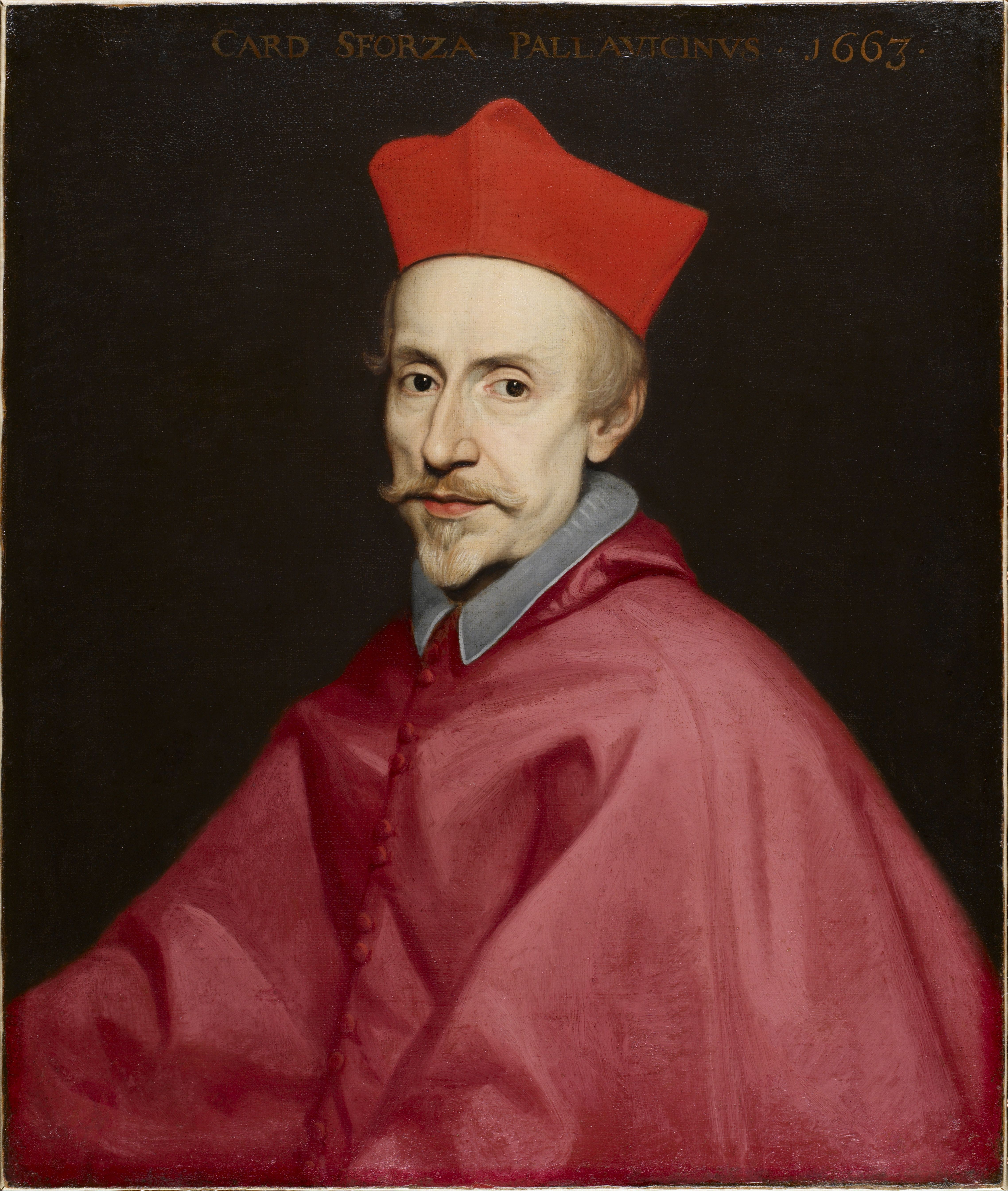
Kardinaal Pallavicino

Pietro Sforza Pallavicino (Rome, 28 november 1607 - aldaar, 5 juni 1667) was een Italiaanse jezuïet, kardinaal en historicus. Hij verkreeg bekendheid door zijn geschiedenis van het Concilie van Trente, bedoeld als weerlegging van de interpretatie van de Venetiaan fra Paolo Sarpi.

## Werken

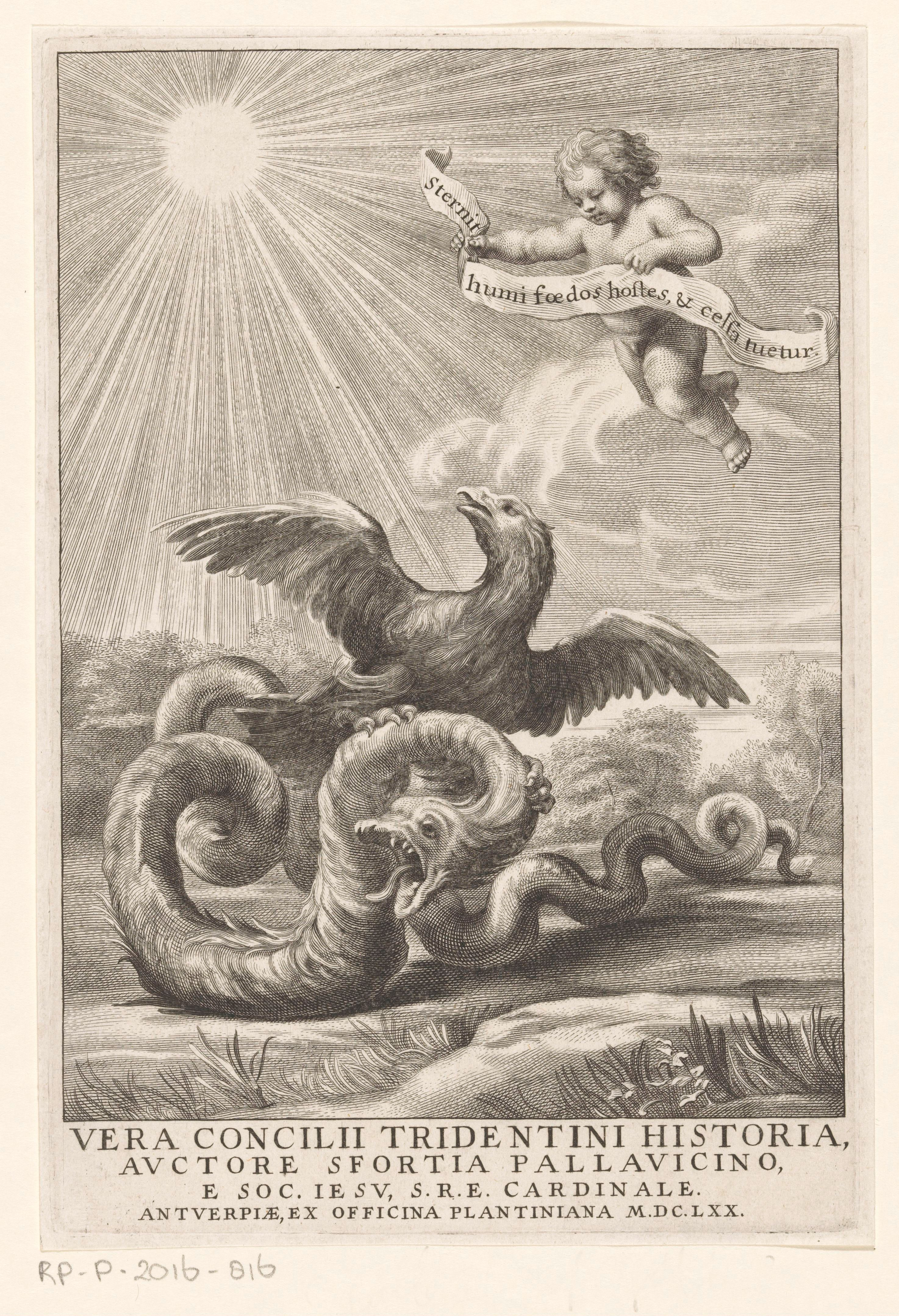
Vera concilii tridentini historia. Antwerpen: Officina Plantiniana, 1670. Allegorie op het Concilie van Trente. Een adelaar (symbool van de stad Trente) pakt met zijn klauwen een slang. Links boven schijnt de zon. Rechts vliegt een putto met banderol met Latijnse spreuk Sternit humi foedos hostes & celsa tuetur.

- Istoria del Concilio di Trento ( 2 dln., 1656-57, 2de dr. in 3 dln., 1664, Lat. vert. Antw. 1670, Du. vert. 1835-37, Fr. vert. 1844-45, Sp. vert. 1846); Verzam. wrk. (33 dln., 1844-48).

- Bibsys: 10023026
- Biblioteca Nacional de España: XX1058784
- Bibliothèque nationale de France: cb12318034d (data)
- Catàleg d'autoritats de noms i títols de Catalunya: 981058514042006706
- CiNii: DA10140742
- Gemeinsame Normdatei: 119030691
- International Standard Name Identifier: 0000 0001 1025 2541
- Library of Congress Control Number: n85013548
- Nationale Bibliotheek van Tsjechië: mzk2008463667
- Nationale bibliotheek van Australië: 35903183
- Nationale Bibliotheek van Israël: 987007599261805171
- Nationale en Universitaire bibliotheek Zagreb: 000372671
- Nederlandse Thesaurus van Auteursnamen: 071846409
- Réseau des bibliothèques de Suisse occidentale: 02-A018136977
- Istituto Centrale per il Catalogo Unico: TO0V063984
- LIBRIS: 308328
- SNAC: w6r80hz5
- Système universitaire de documentation: 032081642
- Trove: 1138931
- Virtual International Authority File: 39446321
- WorldCat: E39PBJvmJ3vxrCyvhbK8cV74MP